# أبو عمران الفاسي
 أبو عمران موسى بن عيسى بن أبي حاج الغفجومي المعروف بأبي عمران الفاسي (ولد بفاس 356 هـ / 975-976، توفي بالقيروان 13 رمضان 430 هـ / 7 يونيو 1039). فقيه وحافظ ومحدث وأصولي مالكي ومن أبرز أعلام هذا المذهب، ترك أثراً كبيراً في تاريخ بلاد المغرب خلال العصر الوسيط، حيث أسهم في إحداث تغييرات جذرية في انتماءات بلاد المغرب الفكرية والمذهبية، ونصبت منه زعيماً شعبياً تبنى مبادرة إصلاحية، والتي تُوجتْ بظهور الحركة المرابطية، والذي مثل فيها أبو عمران دور العقل المدبر.

## حياته
ينتسب إلى أسرة فاسية من أبي الحاج، وبيته بها يعرف ببني الحاج، وإليه ينسب درب ابن أبي حاج من طالعة فاس إلى الآن. وأصله من بني غفجوم المنتمين إلى قبيلة جراوة الزناتية. ولد أبو عمران بمدينة فاس وتلقى تعليمه الأول بها، لكنه تعرض لمضايقة أمراء فاس المغراويين فرحل إلى قرطبة حيث واضب على التعلم وتلقى العلم على يد أبي محمد عبد الله الأصيلي وسعيد بن مريم وعبد الوارث بن سفيان وأبي الفضل أحمد بن قاسم. ثم توجه إلى القيروان حيث استقر، وذهب إلى مكة للحج وسمع من أبي ذر الهروي، بعد ذلك توجه إلى بغداد. هناك حضر مجالس القاضي أبي بكر الباقلاني في الأصول.
بعد عودته لم يستطع الإقامة بفاس، وضُيّق عليه من سلطات مغراوة؛ فاستقر نهائيا بالقيروان، واشتهر بفقهه وإفتائه وتدريسه وخطابته. وبرع على الخصوص في علم الأصول وعلم الكلام والمناظرة. ولما داع صيته قدم إليه الطلبة من بلاد المغرب والأندلس، وأجاز العديد من الفقهاء. وقد توفي بالقيروان ليلة 13 رمضان 430/ 7 يونيو 1039، وقد بلغ من العمر 65 سنة.

### بناء أساس الدعوة المرابطية
ارتبط اسمه بنشوء الدولة المرابطية إذ تشير الرواية التاريخية إلى لقائه بالزعيم الصنهاجي يحيى بن إبراهيم الذي طلب منه أن يذله على فقيه يرافقه إلى الصحراء لتعليم صنهاجة أصول المذهب المالكي ويرسخ لديهم تعاليم الدين الإسلامي. فاقترح عليه اسم الفقيه المغربي وجاج بن زلو اللمطي الذي رشح بدوره لهذا الأمر عبد الله بن ياسين الذي أضحى فيما بعد الزعيم الروحي للدولة المرابطية.

## مؤلفاته
ألف أبو عمران الفاسي كتاب التعاليق على المدونة وتوجد مخطوطة منه في مكتبة الإسكوريال، وله فهرسة، كما أخرج نحو مائة حديث.

## وصلات خارجية
- أبو عمران الفاسي (تـ430هـ) حافظ المذهب المالكي[وصلة مكسورة] الرابطة المحمدية للعلماء.
- أبو عمران الفاسي المكتبة الإسلامية، إسلام ويب
- أبو عمران الفاسي أشاعرة المغرب.